# 서성일로
서성일로(Seoseongil-ro)는 제주특별자치도 서귀포시 표선면 서귀포시 성산읍 고산교차로를 잇는 제주특별자치도의 도로이다. 

## 주요 경유지
제주특별자치도
- 서귀포시 (표선면 . 성산읍)

## 노선
| 이름              | 접속 노선                      | 소재지   | 소재지 | 비고 |
| ----------------- | ------------------------------ | -------- | ------ | ---- |
| (이름없음)        | 성읍정의현로                   | 서귀포시 | 표선면 |      |
| 성읍교            |                                | 서귀포시 | 표선면 |      |
| 난산입구 교차로   | 난산로                         | 서귀포시 | 성산읍 |      |
| (이름없음)        | 서성일로747번길                | 서귀포시 | 성산읍 |      |
| 수산리입구 교차로 | 금백조로                       | 서귀포시 | 성산읍 |      |
| 수산사거리        | 지방도 제1136호선 (중산간동로) | 서귀포시 | 성산읍 |      |
| 고성 교차로       | 지방도 제1132호선 (일주동로)   | 서귀포시 | 성산읍 |      |
| 일출로와 직결     |                                |          |        |      |

## 주요 건물 및 시설
- 세븐일레븐 서귀포 수산교차로점 (서성일로 872-18/수산리 1695-4)
- 알뜰 수산주유소 (서성일로 898/수산리 1677-1)
- 현대자동차블루핸즈 성산점 (서성일로 1194/고성리 1533-3)
- 기아자동차 성산포지점 (서성일로 1235/고성리 1064-6)
- KT 미래성산점 (서성일로 1244/고성리 1106-13)
- KT 성산포빌딩 (서성일로 1244-3/고성리 1106-7)
- 서귀포고성 우체국 (서성일로 1253/고성리 1103-1)